# Сис
Сис (фр. Cisse) је река у Француској. Дуга је 88 km. Улива се у Лоару. 